# ルペルカーリア祭
ルペルカーリア祭（ルペルカーリアさい、英名: Lupercalia）とは、古代ローマの祭りの一つ。

## 概要
古代ローマの神々である、結婚の女神ユノや豊穣の神マイアを崇拝する祭りである。2月14日はユノの祝日であり、毎年、翌2月15日から豊穣・繁栄を祈願するルペルカーリア祭が行われた。つまり正確には2月14日はルペルカーリア祭の前日である。

## バレンタインデーとの関係
この祭りは現在のバレンタインデーの源流である。当初は、キリスト教からすれば異教の神々の祭りであり、現在のバレンタインデーのようなキリスト教色は全くなかった。
しかし西暦5世紀、性的な乱れを助長するルペルカーリア祭が若者の風紀を乱していることを憂慮した当時のローマ教皇ゲラシウス1世により、ルペルカーリア祭は廃止され、代わりにバレンタインデーが創設された。
偶然にも、以下のような伝説が存在した。すなわち、3世紀にローマ皇帝クラウディウス2世は、ローマ軍を強くするために、兵士の結婚を禁止したが、聖ウァレンティヌスは密かに、兵士の結婚を司った罪で、ルペルカーリア祭前日の2月14日に処刑されたというのである。
この伝説を基にしてルペルカーリア祭に代わって、男女を結びつけるという特色を色濃く残しつつ異教徒にも受け入れられる形のキリスト教的な行事を創設した。これにより、キリスト教徒ではない異教徒の改宗をも目論んだものと考えられている。